# Coleridge Cottage
Il Coleridge Cottage è una villa rustica di Nether Stowey, Bridgwater, Somerset, Regno Unito, protetta in quanto monumento classificato di grado II.
La villa è nota per essere stata la residenza del poeta inglese Samuel Taylor Coleridge, che ivi scrisse molte delle sue opere più riuscite.

## Storia
Notizie del Coleridge Cottage si hanno già nel Settecento, quando a Nether Stowey esistevano due edifici collegati fra di loro. Di questi, uno era dotato di una cucina, un salotto, una stanza supplementare e tre camere da letto; l'altro, probabilmente, fungeva come fienile o stalla per bovini.

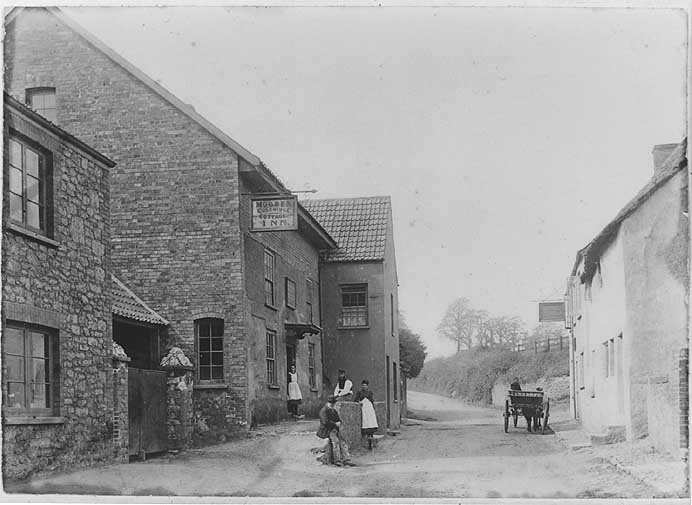
L'edificio convertito a locanda, la «Moore's Coleridge Cottage Inn»

La villa divenne nel 1797 l'elegante residenza del poeta romantico inglese Samuel Taylor Coleridge, che vi si stabilì per tre anni. Fu proprio tra le intime pareti del cottage che Coleridge scrisse molte delle sue opere più riuscite: This Lime-Tree Bower My Prison, La ballata del vecchio marinaio, parte del Christabel, e Frost at Midnight. Pure Kubla Khan fu scritta nella villa, anche se la sua redazione fu interrotta dall'improvviso arrivo di una «persona proveniente da Porlock», che impedì il completamento dell'opera. Il fatto divenne piuttosto noto, tanto che la frase «persona di Porlock» divenne un proverbio della lingua inglese, volto a sottolineare e stigmatizzare, in maniera icastica e aforistica, l'arrivo di visitatori indesiderati che interrompono il flusso creativo. Coleridge, durante la permanenza al cottage, fu sovente visitato dall'amico William Wordsworth (altro fondatore del Romanticismo inglese), che abitava a tre miglia da distanza, in una villa a Alfoxton Park. Molteplici sono i riferimenti al cottage all'interno delle opere di Coleridge: To The Rev G Coleridge (versi 52–61), This Lime Tree Bower My Prison; Frost at Midnight; e Fears in Solitude (versi 221–226).
L'edificio venne ristrutturato nel 1800, quando venne convertito a locanda: la «Moore's Coleridge Cottage Inn». Altri interventi vi ebbero luogo nella seconda metà del XIX secolo, quando venne aggiunta un'altra stanza sul retro, e venne sopraelevato il tetto. Nel 1893, un gruppo di ferventi ammiratori di Coleridge stipulò un contratto di locazione dell'immobile, per 15 anni a 15 sterline l'anno; ciononostante, tre anni dopo, nel 1896, venne lanciata una petizione per raccogliere fondi, per un eventuale acquisto del cottage. Il denaro raccolto, in ogni caso, fu comunque sufficiente per installarvi una targa commemorativa, atta a ricordare il legame tra quel posto ed il poeta. Solo nel 1908 la petizione, perorata dal conte di Lytton e dagli arcivescovi di York e Canterbury, acquisì una risonanza tale che l'immobile venne finalmente rilevato dallo Stato.

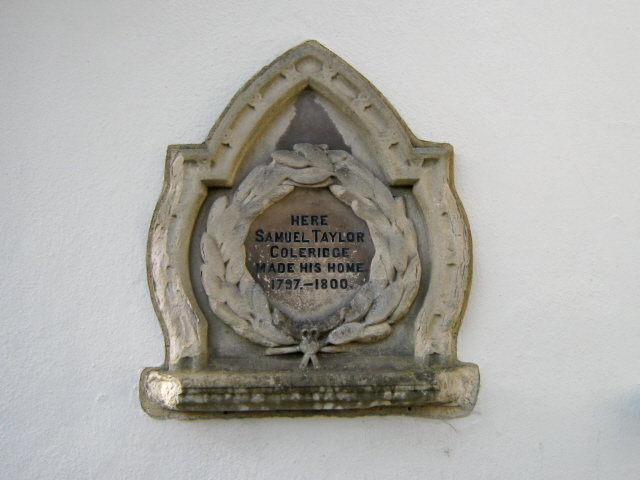
La targa commemorativa installata nel 1893

## National Trust
Dopo il rilevamento da parte dello Stato, l'edificio venne ceduto nel 1908 alla National Trust, associazione che lavora per proteggere il patrimonio culturale e storico dell'Inghilterra. Il 23 maggio 1998 il cottage venne finalmente destinato a sede museale, con l'inaugurazione di due stanze al pianterreno; quest'ultima venne presenziata nientedimeno da Lord Coleridge, discendente del poeta. Cavalcando quest'onda di entusiasmo, nel 2011 il National Trust ristrutturò altri ambienti della villa, ammobiliandoli secondo quello che doveva essere lo stile originale e ornandoli con memento dello stesso poeta: ad essere esposti vi sono il suo calamaio, un suo ciuffo di capelli ed altri articoli.. Venne finalmente aperto al pubblico anche il giardino, dotato di un sistema audio ad alta definizione per ascoltare le opere di Coleridge.
A testimonianza del suo alto grado di attrattività, il museo ha vinto due premi: un oro come «migliore attrazione turistica di piccole dimensioni» (Best Small Visitor Attraction) nel 2013, e un argento nella stessa categoria nel 2014.